# Alain Corneau

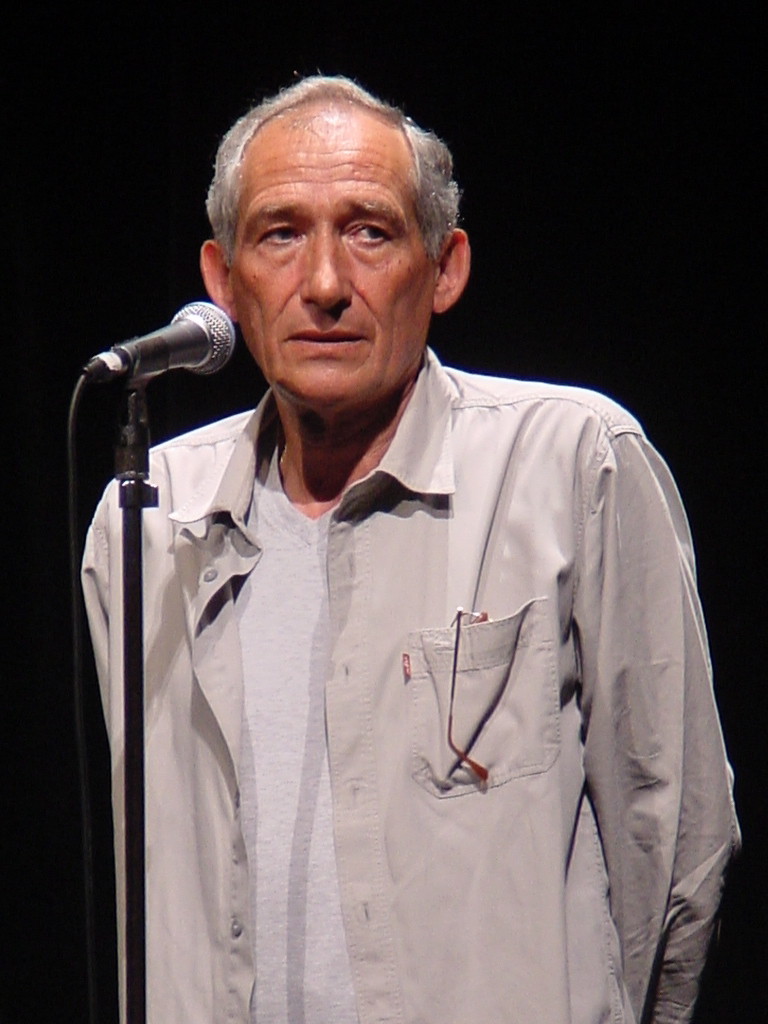
Alain Corneau, 2005

Alain Corneau (* 7. August 1943 in Meung-sur-Loire; † 30. August 2010 in Paris) war ein französischer Filmregisseur und Drehbuchautor.

## Leben
Nach seiner Ausbildung zum Musiker wandte sich Corneau dem Film zu und besuchte das Institut des hautes études cinématographiques in Paris. 1969 begann er als Regieassistent von Costa-Gavras bei dessen Film Das Geständnis. Es folgten mehrere Assistenzen bei verschiedenen Regisseuren. 1973 drehte Corneau mit Tödlicher Markt seinen ersten Film als Regisseur. Der Film floppte; erst 1975 konnte er mit dem Polizeithriller Police Python 357 mit Yves Montand und Simone Signoret in den Hauptrollen einen kleinen Erfolg verbuchen.
Für seine Filme in den darauffolgenden Jahren wie Série noire (1979) und Nächtliches Indien (1989) erhielt er mehrere César-Nominierungen. Seinen größten Filmerfolg hatte Corneau mit dem Historiendrama Die siebente Saite das 1992 bei der César-Verleihung unter anderem die Preise in den Kategorien Bester Film und Beste Regie gewann. Zu seinen bekanntesten Regiearbeiten zählen außerdem Wahl der Waffen (1981), Fort Saganne (1985) und Mit Staunen und Zittern (2003).

## Filmografie (Auswahl)
- 1974: Tödlicher Markt (France société anonyme)
- 1976: Police Python 357
- 1977: Lohn der Giganten (La Menace)
- 1979: Série noire
- 1981: Wahl der Waffen (Le Choix des armes)
- 1984: Fort Saganne
- 1986: Blues Cop (Le Môme)
- 1989: Nächtliches Indien (Nocturne indien)
- 1991: Amnesty International – Schreiben gegen das Vergessen (Contre l’oubli)
- 1991: Die siebente Saite (Tous les matins du monde)
- 1995: Le Nouveau monde
- 1997: Le Cousin – Gefährliches Wissen (Le Cousin)
- 2000: Le Prince du Pacifique
- 2003: Mit Staunen und Zittern (Stupeur et tremblements)
- 2005: Worte in Blau (Les mots bleus)
- 2007: Le deuxième souffle
- 2010: Liebe und Intrigen (Crime d’amour)

## Auszeichnungen (Auswahl)
César
- 1980: Nominierung in der Kategorie Bestes Drehbuch (zusammen mit Georges Perec) für Série noire
- 1990: Nominierungen in den Kategorien Bester Film und Beste Regie für Nächtliches Indien
- 1992: Bester Film und Beste Regie für Die siebente Saite
- 1992: Nominierung in der Kategorie Bestes Drehbuch (zusammen mit Pascal Quignard) für Die siebente Saite
- 1998: Nominierungen in den Kategorien Bestes Drehbuch (zusammen mit Michel Alexandre) und Beste Regie für Le Cousin – Gefährliches Wissen
- 2004: Nominierung in der Kategorie Bestes Drehbuch für Mit Staunen und Zittern

Weitere
- 1979: Nominierung für die Goldene Palme bei den Internationalen Filmfestspielen von Cannes  für Série noire
- 1989: Großer Spezialpreis der Jury beim Montreal World Film Festival für Nächtliches Indien
- 1991: Louis-Delluc-Preis für Die siebente Saite
- 1992: Nominierung für den Goldenen Bären bei den Internationalen Filmfestspielen Berlin für Die siebente Saite
- 1993: Nominierung für den Nastro d’Argento für Die siebente Saite
- 2003: Besondere Erwähnung und Nominierung für den Kristallglobus beim Internationalen Filmfestival Karlovy Vary für Mit Staunen und Zittern
- 2005: Nominierung für den Goldenen Bären bei den Internationalen Filmfestspielen Berlin für Worte in Blau